# 崇仁県
崇仁県（すうじん-けん）は中華人民共和国江西省撫州市に位置する県。

## 行政区画
- 鎮:巴山鎮、相山鎮、航埠鎮、孫坊鎮、河上鎮、礼陂鎮、馬鞍鎮
- 郷:石荘郷、六家橋郷、白鷺郷、三山郷、白陂郷、桃源郷、許坊郷、郭圩郷

## 交通

### 道路
- 高速道路
  - S46 撫吉高速道路